# Lancer du javelot masculin aux championnats du monde d'athlétisme 2019
Pour un article plus général, voir Championnats du monde d'athlétisme 2019.
Navigation
Londres 2017 Eugene 2022
L'épreuve du lancer du javelot masculin des championnats du monde de 2019 se déroule les 5 et 6 octobre 2019 dans le Khalifa International Stadium, au Qatar.

## Résultats

### Finale
| Rang               | Athlète             | Nationalité       | Essais | Essais | Essais | Essais | Essais | Essais | Marque | Notes |
| Rang               | Athlète             | Nationalité       | 1      | 2      | 3      | 4      | 5      | 6      | Marque | Notes |
| ------------------ | ------------------- | ----------------- | ------ | ------ | ------ | ------ | ------ | ------ | ------ | ----- |
| Médaille d'or      | Anderson Peters     | Grenade           | 86.69  | 81.26  | 79.82  | 86.89  | 84.59  | 83.63  | 86.89  |       |
| Médaille d'argent  | Magnus Kirt         | Estonie           | 83.95  | 86.21  | 85.17  | 85.90  | x      | r      | 86.21  |       |
| Médaille de bronze | Johannes Vetter     | Allemagne         | x      | 85.37  | 82.51  | x      | 82.29  | x      | 85.37  |       |
| 4                  | Lassi Etelätalo     | Finlande          | 72.00  | 77.92  | 82.49  | 74.62  | x      | 74.63  | 82.49  |       |
| 5                  | Jakub Vadlejch      | Tchéquie          | 77.32  | 81.98  | 82.19  | 77.36  | x      | x      | 82.19  |       |
| 6                  | Julian Weber        | Allemagne         | 81.20  | 81.26  | 80.80  | 79.43  | 79.46  | 73.58  | 81.26  |       |
| 7                  | Marcin Krukowski    | Pologne           | 80.56  | 79.91  | x      | x      | x      | x      | 80.56  |       |
| 8                  | Kim Amb             | Suède             | 78.93  | 80.42  | 78.51  | 75.71  | x      | x      | 80.42  |       |
| 9                  | Norbert Rivasz-Tóth | Hongrie           | 79.73  | 77.89  | 76.55  |        |        |        | 79.73  |       |
| 10                 | Cheng Chao-tsun     | Taipei chinois    | 74.74  | 77.51  | 77.99  |        |        |        | 77.99  |       |
| 11                 | Keshorn Walcott     | Trinité-et-Tobago | 75.30  | 77.47  | x      |        |        |        | 77.47  |       |
|                    | Julius Yego         | Kenya             | x      | x      | x      |        |        |        | NM     |       |

### Qualifications
Qualification : 84,00 m (Q) ou les 12 meilleurs lancers (q) se qualifient pour la finale.
| Rang | Groupe | Nom                    | Nationalité       | Essais | Essais | Essais | Marque | Notes |
| Rang | Groupe | Nom                    | Nationalité       | 1      | 2      | 3      | Marque | Notes |
| ---- | ------ | ---------------------- | ----------------- | ------ | ------ | ------ | ------ | ----- |
| 1    | A      | Johannes Vetter        | Allemagne         | 89.35  |        |        | 89.35  | Q     |
| 2    | B      | Magnus Kirt            | Estonie           | 81.00  | 88.36  |        | 88.36  | Q     |
| 3    | A      | Anderson Peters        | Grenade           | 82.06  | 85.34  |        | 85.34  | Q     |
| 4    | B      | Kim Amb                | Suède             | x      | 82.98  | 84.85  | 84.85  | Q     |
| 5    | B      | Keshorn Walcott        | Trinité-et-Tobago | 84.44  |        |        | 84.44  | Q     |
| 6    | A      | Jakub Vadlejch         | Tchéquie          | 81.70  | 84.31  |        | 84.31  | Q     |
| 7    | A      | Julian Weber           | Allemagne         | 84.29  |        |        | 84.29  | Q     |
| 8    | A      | Julius Yego            | Kenya             | 83.86  | 83.76  | 80.62  | 83.86  | q     |
| 9    | A      | Norbert Rivasz-Tóth    | Hongrie           | 83.42  | 81.06  | 77.27  | 83.42  | q, NR |
| 10   | B      | Cheng Chao-tsun        | Taipei chinois    | 79.08  | 83.40  | 79.88  | 83.40  | q     |
| 11   | A      | Marcin Krukowski       | Pologne           | 82.44  | x      | 82.02  | 82.44  | q     |
| 12   | B      | Lassi Etelätalo        | Finlande          | 75.11  | x      | 82.26  | 82.26  | q     |
| 13   | B      | Alexandru Novac        | Roumanie          | 82.12  | 78.18  | 79.75  | 82.12  |       |
| 14   | B      | Aliaksei Katkavets     | Biélorussie       | 75.88  | x      | 82.08  | 82.08  |       |
| 15   | B      | Ryohei Arai            | Japon             | 81.71  | x      | 72.99  | 81.71  |       |
| 16   | B      | Arshad Nadeem          | Pakistan          | 81.52  | 75.48  | x      | 81.52  | NR    |
| 17   | B      | Rolands Štrobinders    | Lettonie          | 81.09  | 80.60  | 79.51  | 81.09  |       |
| 18   | B      | Michael Shuey          | États-Unis        | 77.04  | x      | 80.53  | 80.53  |       |
| 19   | B      | Oliver Helander        | Finlande          | x      | 80.36  | x      | 80.36  |       |
| 20   | B      | Andreas Hofmann        | Allemagne         | 80.06  | x      | x      | 80.06  |       |
| 21   | A      | Gatis Čakšs            | Lettonie          | 79.94  | x      | 79.63  | 79.94  |       |
| 22   | A      | Edis Matusevičius      | Lituanie          | 73.98  | 75.73  | 79.60  | 79.60  |       |
| 23   | B      | Thomas Röhler          | Allemagne         | x      | 79.23  | x      | 79.23  |       |
| 24   | A      | Shivpal Singh          | Inde              | 75.91  | 78.97  | x      | 78.97  |       |
| 25   | A      | Liu Qizhen             | Chine             | 75.24  | x      | 75.81  | 75.81  |       |
| 26   | A      | Riley Dolezal          | États-Unis        | 75.62  | x      | 74.85  | 75.62  |       |
| 27   | A      | Pavel Mialeshka        | Biélorussie       | x      | 75.14  | x      | 75.14  |       |
| 28   | A      | Antti Ruuskanen        | Finlande          | 72.65  | 75.05  | x      | 75.05  |       |
| 29   | A      | Albert Reynolds        | Sainte-Lucie      | 69.68  | 73.91  | x      | 73.91  |       |
| 30   | A      | Oleksandr Nychyporchuk | Ukraine           | x      | 72.75  | x      | 72.75  |       |
|      | B      | Zhao Qinggang          | Chine             | x      | x      | x      | NM     |       |
|      | B      | Vítězslav Veselý       | Tchéquie          |        |        |        | DNS    |       |

## Légende
Records et Performances
- AR : Record continental (area record)
- CR : Record des championnats (championship record)
- MR : Record du meeting (meet record)
- NR : Record national (national record)
- OR : Record olympique (olympic record)
- PR : Record paralympique (paralympic record)
- PB : Record personnel (personal best)
- SB : Meilleure performance personnelle de la saison (season's best)
- WL : Meilleure performance mondiale de l'année (world leader)
- WJR : Record du monde junior (world junior record)
- WR : Record du monde (world record)

Circonstances et Conditions
- DNF : N'a pas terminé (did not finish)
- DNS : N'a pas pris le départ (did not start)
- DQ : Disqualification (disqualification)
- NM : Aucun essai valable enregistré (No Mark)
- Q : Qualifié « directement » au prochain tour (ou à la prochaine compétition), lors d'une compétition majeure, grâce au classement ou à la réalisation des minima (automatic qualifier)
- q : Qualifié au prochain tour (ou à la prochaine compétition), lors d'une compétition majeure, grâce au repêchage ou à la réalisation de l'une des meilleures performances parmi celles des « non qualifiés directement » (grâce au meilleur temps ou à la meilleure distance par exemple) (secondary qualifier)